# Oonagh (Album)
Oonagh ist das Debütalbum der deutschen Popsängerin Oonagh, die zuvor unter ihrem bürgerlichen Namen Senta-Sofia Delliponti auch schon als Musikerin tätig war.

## Entstehung und Artwork
Alle Stücke des Albums wurden von externen Komponisten geschrieben, nur bei dem Lied Hörst du den Wind wirkte Oonagh auch als Komponistin mit. Produziert wurden die Lieder von Thorsten Brötzmann und Hardy and Mark. Das Album wurde unter dem Musiklabel We Love Music veröffentlicht. Auf dem Cover des Albums ist ein Bild von Oonagh, vor dem Hintergrund einer Felslandschaft stehend, zu sehen. Das Fotoshooting hierzu führte Christian Barz und fand zeitgleich mit den Arbeiten zum Musikvideodreh von Gäa, in Kapstadt, statt.

## Veröffentlichung und Promotion
Die Erstveröffentlichung von Oonagh fand am 31. Januar 2014 in Deutschland, Österreich und der Schweiz statt. Am 24. Oktober 2014 folgte die Veröffentlichung einer Deluxe-Edition des Albums unter dem Namen Second Edition – Attea ranta. Die reguläre Albumversion besteht aus 13 neuen Studioaufnahmen, die Deluxe-Edition besteht insgesamt aus 19 Studioaufnahmen.
Um das Album zu bewerben, begleitete Oonagh eine Woche nach der Veröffentlichung des Albums, als Gastsängerin im Vorprogramm, Santiano auf deren „Mit den Gezeiten 2014“ Deutschlandtournee. Des Weiteren folgten Liveauftritte zur Hauptsendezeit während des großen Fests zum Jubiläum im Ersten und bei Willkommen bei Carmen Nebel im ZDF.

## Hintergrund
Bei Oonagh handelt es sich nach einer bereits elf Jahre andauernden Musikkarriere um das Debütalbum der deutschen Sängerin Senta-Sofia Delliponti. Dies ist der erste Tonträger, den sie unter dem Pseudonym „Oonagh“ veröffentlichte. Bereits vor der Veröffentlichung dieses Albums brachte sie fünf Singles unter ihrem echten Namen heraus, die auch alle die Charts erreichten. Keine dieser zuvor veröffentlichten Singles ist auf diesem Album vertreten.

## Titelliste
Alle Titel sind in der deutschen und elbischen Sprache verfasst. In einem Interview gab Delliponti an, dass alle Texte erst in deutscher Sprache verfasst wurden und einzelne Abschnitte im Nachhinein in elbisch übersetzt wurden. Musikalisch bewegen sich die Songs im Bereich der Folk, Pop- und Weltmusik. Bei den Liedern Hörst du den Wind, Minne und Vergiss mein nicht wurde Oonagh von Santiano unterstützt.
| #  | Titel                                               | Autor(en)                                                                                      | Produzent(en)                  | Länge |
| -- | --------------------------------------------------- | ---------------------------------------------------------------------------------------------- | ------------------------------ | ----- |
| 1  | Gäa                                                 | Michael Boden, Lukas Hainer, Hartmut Krech, Mark Nissen                                        | Hartmut Krech, Mark Nissen     | 3:55  |
| 2  | Vergiss mein nicht (feat. Santiano)                 | Johannes Braun, Lukas Hainer, Hartmut Krech, Mark Nissen                                       | Hartmut Krech, Mark Nissen     | 4:24  |
| 3  | Orome                                               | Lukas Hainer, Hartmut Krech, Mark Nissen                                                       | Hartmut Krech, Mark Nissen     | 3:45  |
| 4  | Falke flieg                                         | Hartmut Krech, Mark Nissen, Frank Ramond                                                       | Hartmut Krech, Mark Nissen     | 3:32  |
| 5  | Minne (feat. Santiano)                              | Sandro Friedrich, Hartmut Krech, Mark Nissen, Frank Ramond                                     | Hartmut Krech, Mark Nissen     | 2:59  |
| 6  | Das Lied der Ahnen                                  | Thorsten Brötzmann, Lukas Hainer, Ivo Moring                                                   | Thorsten Brötzmann, Ivo Moring | 3:40  |
| 7  | Hörst du den Wind (feat. Santiano)                  | Senta-Sofia Delliponti, Lukas Hainer, Hartmut Krech, David Jürgens, Mark Nissen, Ali Zuckowski | Hartmut Krech, Mark Nissen     | 3:08  |
| 8  | Nan úye                                             | Lukas Hainer, Hartmut Krech, Mark Nissen                                                       | Hartmut Krech, Mark Nissen     | 4:21  |
| 9  | Faolan                                              | Andreas Fahnert, Lukas Hainer, Hartmut Krech, Mark Nissen                                      | Hartmut Krech, Mark Nissen     | 4:17  |
| 10 | Hymne der Nacht                                     | Thorsten Brötzmann, Lukas Hainer, Ivo Moring                                                   | Thorsten Brötzmann, Ivo Moring | 3:41  |
| 11 | Avalon                                              | Johannes Braun, Hartmut Krech, Mark Nissen, Frank Ramond                                       | Hartmut Krech, Mark Nissen     | 3:24  |
| 12 | Tolo nan                                            | Johannes Braun, Lukas Hainer                                                                   | Hartmut Krech, Mark Nissen     | 3:39  |
| 13 | Oonagh                                              | Thorsten Brötzmann, Ivo Moring, Peter Trevisan                                                 | Thorsten Brötzmann, Ivo Moring | 4:01  |
|    | Second Edition – Attea ranta                        |                                                                                                |                                |       |
| 14 | Eldamar                                             | Hartmut Krech                                                                                  |                                | 3:41  |
| 15 | Undomiel                                            | Hartmut Krech                                                                                  |                                | 3:55  |
| 16 | In den Gärten von Valinor                           | Hartmut Krech                                                                                  |                                | 2:59  |
| 17 | Ariën                                               | Hartmut Krech                                                                                  |                                | 3:47  |
| 18 | Varda tiras                                         | Thorsten Brötzmann, Ivo Moring, Heike Kospach                                                  |                                | 3:23  |
| 19 | Es kommt ein Schiff geladen (Túla cirya, penquanta) | Thorsten Brötzmann, Ivo Moring                                                                 |                                | 2:54  |

## Singleauskopplungen
Bereits eine Woche vor der Veröffentlichung des Albums wurde ein Musikvideo zu Gäa aus Promotionszwecken veröffentlicht. Die offizielle Singleveröffentlichung folgte am 21. März 2014. Weiter wurden Musikvideos und Singles zu Nan Úye, Oromé, Vergiss mein nicht (mit Santiano) und Eldamar veröffentlicht, die alle einen Charteinstieg verfehlten.

## Mitwirkende
| Albumproduktion - Michael Boden: Autor - Johannes Braun: Autor - Thorsten Brötzmann: Autor, Musikproduzent - Andreas Fahnert: Autor - Sandro Friedrich: Autor - Lukas Hainer: Autor - David Jürgens: Autor - Hartmut Krech: Autor, Musikproduzent - Ivo Moring: Autor, Musikproduzent - Mark Nissen: Autor, Musikproduzent - Oonagh / Senta-Sofia Delliponti: Autor, Gesang - Frank Ramond: Autor - Santiano: Gesang - Peter Trevisan: Autor - Ali Zuckowski: Autor | Artwork - Christian Barz: Fotograf (Cover) Unternehmen - We Love Music: Musiklabel - Universal Music Group: Vertrieb |

## Rezeption

### Rezensionen
Daniel Køtz von CDstarts ist der Meinung, dass das Album Fantasy für Menschen biete, die Peter Jacksons Der Herr der Ringe gerade mal auszugsweise gesehen hätten (weil langweilig und nerdig) und denen man streng genommen so ziemlich alles andrehen könne, wenn man es vermöge, schöngeistiges Gehabe auch nur in Ansätzen zu heucheln. Das Album sei der „hässliche Fettsack“ im von filigranen Wesen bewohnten Elfenwald. Er vergab lediglich zwei von zehn Punkten. Zur Second Edition – Attea ranta schrieb er, dass die „Räucherstäbe-sind-mystisch-Fraktion“, „RTL2-Hobby-Hexen“, aber auch – und das habe die Erfahrung gezeigt – Metaler, denen man habe verklickern können, dass Mittelalter beziehungsweise Mittelalter-Rock allen Ernstes zum Genre des Folk Metals gehöre, dennoch zugriffen. Ein musikalisches „Valinor“ würden diese sowieso nie erreichen, aber auf dem Meeresgrund sei genug Platz für alle, die sich zusammen mit einem Werk wie Oonagh oder auch Oonagh Second Edition – Attea ranta verweigerten. Abermals vergab er zwei von zehn Punkten.

### Preise
Im Januar 2015 wurde Oonagh mit Die Eins der Besten prämiert. Während der Echoverleihung 2015 wurde Oonagh durch den großen Erfolg des Albums mit zwei Echos in den Kategorien Newcomer des Jahres (national) und Künstlerin national Rock/Pop ausgezeichnet.

## Kommerzieller Erfolg

### Chartplatzierungen
Oonagh erreichte in Deutschland Position drei der Albumcharts und konnte sich insgesamt sieben Wochen in den Top 10 und 70 Wochen in den Charts halten. In Österreich erreichte das Album in 13 Chartwochen Position 16. In der Schweiz erreichte das Album Position 34 und konnte sich insgesamt neun Wochen in den Charts platzieren. Oonagh platzierte sich in den Jahresalbumcharts von 2014 auf Position 23 in Deutschland.
Für Oonagh ist dies der erste Charterfolg in Deutschland, Österreich und der Schweiz. In allen drei Staaten konnte sich bis heute kein Album von Oonagh länger in den Charts platzieren, in der Schweiz konnte sich auch kein Album höher in den Charts platzieren.
| ChartsChartplatzierungen | Höchstplatzierung | Wochen |
| ------------------------ | ----------------- | ------ |
| Deutschland (GfK)        | 3 (70 Wo.)        | 70     |
| Österreich (Ö3)          | 16 (13 Wo.)       | 13     |
| Schweiz (IFPI)           | 34 (9 Wo.)        | 9      |

| ChartsJahrescharts (2014) | Platzierung |
| ------------------------- | ----------- |
| Deutschland (GfK)         | 23          |

### Auszeichnungen für Musikverkäufe
Im Dezember 2018 wurde Oonagh in Deutschland mit dreifachem Gold für über 300.000 verkaufte Einheiten ausgezeichnet.

| Land/Region        | Auszeichnungen für Musikverkäufe (Land/Region, Auszeichnung, Verkäufe) | Verkäufe |
| ------------------ | ---------------------------------------------------------------------- | -------- |
| Deutschland (BVMI) | 3× Gold                                                                | 300.000  |
| Insgesamt          | 1× Gold · 1× Platin ·                                                  | 300.000  |